# 祖師谷大藏站

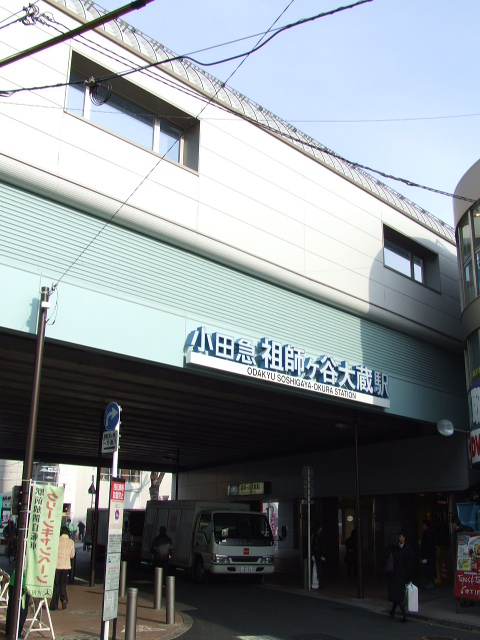
南口（2006年12月25日）

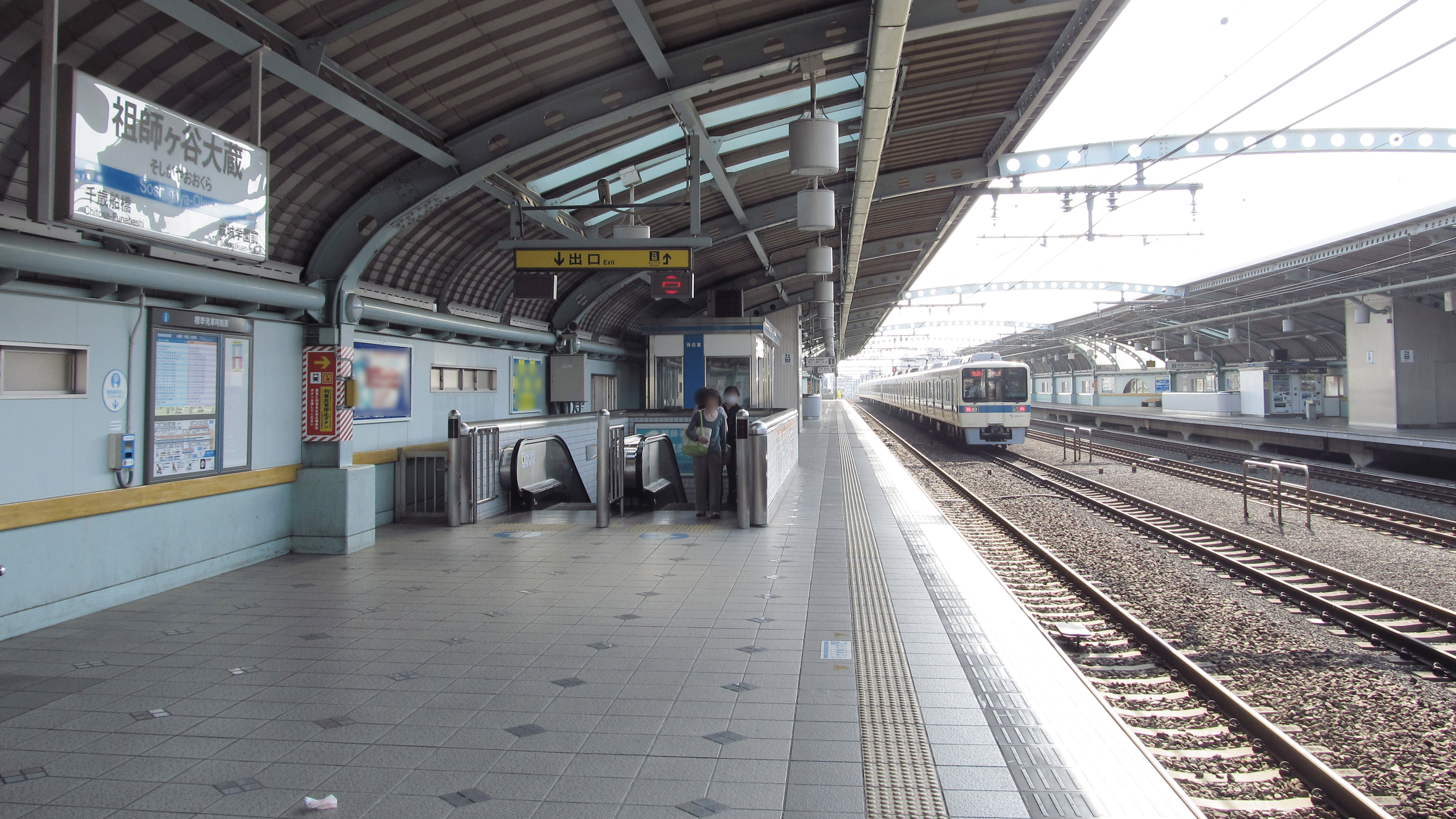
月台（2013年5月17日）

祖師谷大藏站（日语：／ Soshigaya-ōkura eki */?）是位於日本東京都世田谷區祖師谷一丁目，屬於小田急電鐵小田原線的鐵路車站。車站編號是OH 13。

## 歷史
- 1927年（昭和2年）4月1日：車站啟用。
- 1937年（昭和12年）9月1日：開往片瀨江之島站的直通車開始停靠此站（開往小田原站的直通車則不停站）。
- 1948年（昭和23年）9月：櫻準急開始停靠此站。
- 1998年（平成10年）4月16日：改建為高架車站以及複線化。
- 1999年（平成11年）3月28日：下行線高架化。開始使用新下行線月台。
- 2000年（平成12年）
  - 4月23日：上行線高架化。
  - 5月5日：開始使用新站舍。
- 2001年（平成13年）12月16日：開始使用新上行線月台。
- 2004年（平成16年）
  - 5月23日：上行通過線開始使用。
  - 9月26日：下行通過線開始使用。
  - 12月11日：區間準急開始停靠此站。
- 2006年（平成18年）3月18日，為了紀念超人力霸王商店街成立一週年，小田急首次引入抵站音樂，列車進入此站的上行線月台時會響起《超人力霸王》，下行線月台則會響起《超人七號》的八音盒曲調，在海老名站、本厚木站、登戶站和向丘遊園站等引入抵站音樂前，祖師谷大藏站是唯一使用抵站音樂的小田急車站。
- 2016年（平成28年）3月26日：區間準急廢除，本站僅停靠各站停車。
- 2018年（平成30年）3月17日：本站成為準急與東京地下鐵千代田線直通列車（準急及各站停車）停靠站[2][3]。

### 名稱由來
由於車站位於「北多摩郡千歲村大字下祖師谷」與「北多摩郡砧村大字大藏」之間，因而命名為「祖師谷大藏」。

## 結構
複複線高架化工程動工以前，本站是側式月台2面2線地面車站，月台西端（成城學園前站方向）有平交道。上行方向月台西端是站長事務室與剪票口，下行方向月台西端是平日尖峰時刻開放的臨時剪票口。高架化工程後，本站改建為包含兩條通過線在內的側式月台2面4線高架車站，廢止西端的平交道。
2004年5月22日以前，部分上行優等列車會利用急行線在本站超越各站停車。但由於配線上的關係，上行電車通過急行線後再進入緩行線時會產生明顯搖晃。同年5月23日起，成城學園前至經堂間完成上行複複線化，並變更部分配線。

### 月台配置
| 月台   | 路線      | 方向（路線）   | 目的地                                 |
| ------ | --------- | -------------- | -------------------------------------- |
| 1      | 小田原線  | 下行（緩行線） | 小田原、箱根湯本、藤澤、片瀨江之島方向 |
| 通過線 | □小田原線 | 下行（急行線） | （下行列車通過）                       |
| 通過線 | □小田原線 | 上行（急行線） | （上行列車通過）                       |
| 2      | 小田原線  | 上行（緩行線） | 新宿、千代田線方向                     |

下行東北澤至登戶間、上行向丘遊園至東北澤間，急行線、緩行線原則上依下述方式使用。
〔急行線〕
 □浪漫特快、■快速急行、■通勤急行、■急行，以及成城學園前站至經堂站間的□通勤準急。
〔緩行線〕
■準急、■各站停車，以及上述區間以外的□通勤準急。

### 內部設備
剪票口位於1樓，月台在2樓。商店在一樓剪票口外。兩月台設有候車室。廁所在1樓。另有電扶梯與電梯聯繫大廳與月台。

## 使用情況
2017年度1日平均上下車人次為48,533人，小田急全部70個車站當中排名25位。
近年1日平均上下車人次、上車人次變化如下表。
| 年度               | 1日平均 上下車人次 | 1日平均 上車人次 | 來源     |
| ------------------ | ------------------ | ---------------- | -------- |
| 1956年（昭和31年） |                    | 9,372            | [ * 1 ]  |
| 1957年（昭和32年） |                    | 7,878            | [ * 2 ]  |
| 1958年（昭和33年） |                    | 10,088           | [ * 3 ]  |
| 1959年（昭和34年） |                    | 10,361           | [ * 4 ]  |
| 1960年（昭和35年） | 22,404             | 11,195           | [ * 5 ]  |
| 1961年（昭和36年） | 24,177             | 12,014           | [ * 6 ]  |
| 1962年（昭和37年） | 25,983             | 12,774           | [ * 7 ]  |
| 1963年（昭和38年） | 27,152             | 13,532           | [ * 8 ]  |
| 1964年（昭和39年） | 29,470             | 14,576           | [ * 9 ]  |
| 1965年（昭和40年） | 31,893             | 15,729           | [ * 10 ] |
| 1966年（昭和41年） | 32,117             | 16,046           | [ * 11 ] |
| 1967年（昭和42年） | 33,037             | 16,512           | [ * 12 ] |
| 1968年（昭和43年） | 33,072             | 16,540           | [ * 13 ] |
| 1969年（昭和44年） | 33,827             | 17,156           | [ * 14 ] |
| 1970年（昭和45年） | 34,805             | 17,652           | [ * 15 ] |
| 1971年（昭和46年） | 33,316             | 16,812           | [ * 16 ] |
| 1972年（昭和47年） | 33,234             | 16,897           | [ * 17 ] |
| 1973年（昭和48年） | 33,803             | 17,258           | [ * 18 ] |
| 1974年（昭和49年） | 35,714             | 17,932           | [ * 19 ] |
| 1975年（昭和50年） | 34,369             | 17,413           | [ * 20 ] |
| 1976年（昭和51年） | 33,774             | 16,983           | [ * 21 ] |
| 1977年（昭和52年） | 34,828             | 16,962           | [ * 22 ] |
| 1978年（昭和53年） | 32,442             | 16,381           | [ * 23 ] |
| 1979年（昭和54年） | 31,601             | 15,939           | [ * 24 ] |
| 1980年（昭和55年） | 30,667             | 15,669           | [ * 25 ] |
| 1981年（昭和56年） | 30,772             | 15,492           | [ * 26 ] |
| 1982年（昭和57年） | 30,321             | 15,291           | [ * 27 ] |
| 1983年（昭和58年） | 30,472             | 15,449           | [ * 28 ] |
| 1984年（昭和59年） | 30,503             | 15,350           | [ * 29 ] |
| 1985年（昭和60年） | 31,292             | 15,840           | [ * 30 ] |
| 1986年（昭和61年） | 32,142             | 16,256           | [ * 31 ] |
| 1987年（昭和62年） | 32,136             | 16,241           | [ * 32 ] |
| 1988年（昭和63年） | 32,983             | 16,681           | [ * 33 ] |
| 1989年（平成元年） | 33,550             | 17,028           | [ * 34 ] |
| 1990年（平成02年） | 35,982             | 17,402           | [ * 35 ] |
| 1991年（平成03年） | 34,873             | 17,710           | [ * 36 ] |
| 1992年（平成04年） | 34,899             | 17,694           | [ * 37 ] |
| 1993年（平成05年） | 34,921             | 17,650           | [ * 38 ] |
| 1994年（平成06年） | 34,466             | 17,467           | [ * 39 ] |
| 1995年（平成07年） | 34,094             | 17,281           | [ * 40 ] |
| 1996年（平成08年） | 34,058             | 17,282           | [ * 41 ] |
| 1997年（平成09年） | 32,967             | 17,085           | [ * 42 ] |
| 1998年（平成10年） | 32,806             | 17,173           | [ * 43 ] |
| 1999年（平成11年） | 32,755             | 17,110           | [ * 44 ] |
| 2000年（平成12年） | 33,654             | 17,548           | [ * 45 ] |
| 2001年（平成13年） | 34,303             | 17,807           | [ * 46 ] |
| 2002年（平成14年） | 34,898             | 18,132           | [ * 47 ] |
| 2003年（平成15年） | 35,772             | 18,500           | [ * 48 ] |
| 2004年（平成16年） | 37,432             | 19,011           | [ * 49 ] |
| 2005年（平成17年） | 38,689             | 19,608           | [ * 50 ] |
| 2006年（平成18年） | 39,885             | 20,145           | [ * 51 ] |
| 2007年（平成19年） | 41,876             | 21,139           | [ * 52 ] |
| 2008年（平成20年） | 42,602             | 21,463           | [ * 53 ] |
| 2009年（平成21年） | 42,659             | 21,436           | [ * 54 ] |
| 2010年（平成22年） | 42,856             | 21,501           | [ * 55 ] |
| 2011年（平成23年） | 42,596             | 21,355           | [ * 56 ] |
| 2012年（平成24年） | 44,039             | 22,063           | [ * 57 ] |
| 2013年（平成25年） | 45,980             | 23,032           | [ * 58 ] |
| 2014年（平成26年） | 46,510             | 23,267           | [ * 59 ] |
| 2015年（平成27年） | 47,857             | 23,945           | [ * 60 ] |
| 2016年（平成28年） | 48,170             | 24,092           | [ * 61 ] |
| 2017年（平成29年） | 48,533             |                  |          |

## 周邊

### 超人力霸王商店街

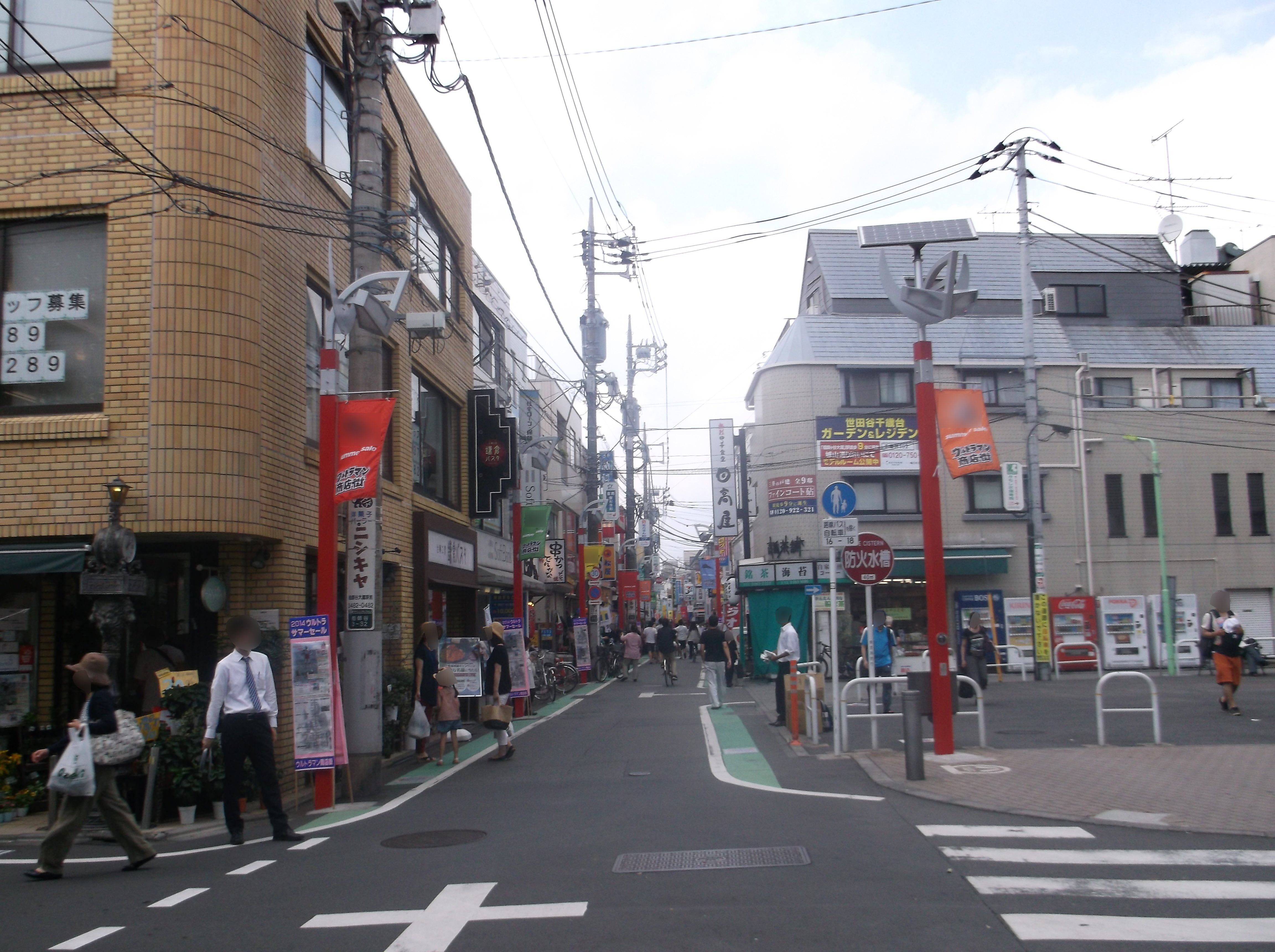
祖師谷大藏站附近的超人力霸王商店街

本站附近是圓谷製作舊本社所在地，因此被稱為「超人力霸王發源地」。車站周邊的商店街在2005年4月3日命名為「超人力霸王商店街」，並以超人力霸王作為社區營造的主題。

### 外部設備
- ATM - 橫濱銀行登戶支店小田急祖師谷大藏站出張所

### 北方
鄰接車站的廣場有超人力霸王的全身像。
- 世田谷區祖師谷社區營造出張所
- 世田谷區立祖師谷小學校（日语：世田谷区立祖師谷小学校）
- 成城學園初等學校（日语：成城学園初等学校）
- 祖師谷大藏站前郵便局
- 世田谷祖師谷四郵便局
- 祖師谷（そしがや）溫泉21 - 錢湯，超級錢湯（日语：スーパー銭湯）的先驅。
- 木梨CYCLE - 自行車店。隧道二人組木梨憲武老家。
- 公社祖師谷住宅

### 西方面（成城方向）
- 世田谷區立砧圖書館
- 祖師谷接觸中心
- 超人力霸王商店SHOT M78「カフェメロディ」

### 南方
- 世田谷區立山野小學校
- 世田谷區砧社區營出張所
- 日本大學商學部
- 日本大學大學院商學研究科
- 目黑星美學園中學校、高等學校（日语：目黒星美学園中学校・高等学校）
- 日本媒體城（日语：東京メディアシティ）（國際放映（日语：国際放映）本社）
- NHK广播电视技術研究所
- 一般財團法人日本品質保證機構（日语：日本品質保証機構）
- 國立成育醫療研究中心（日语：国立成育医療研究センター）
- 世田谷區立綜合運動場（日语：世田谷区立総合運動場）
- 世田谷區立大藏運動公園（日语：世田谷区立大蔵運動公園）
- 東京都立砧公園（砧家庭公園）西門
- 世田谷砧郵便局
- 都住宅公社大藏住宅
- 妙法寺（日语：妙法寺_(世田谷区大蔵)）（大藏大佛）
- 仙川（日语：仙川）
- 荒玉水道道路（日语：東京都道428号高円寺砧浄水場線）

### 巴士路線
車站南側與北側的「祖師谷大藏站」巴士站可搭乘東急巴士與小田急城市巴士。

#### 北側
- 祖師谷、成城地域循環 - 經砧總合支所（成城學園前站入口）往祖師谷大藏站（世田谷區社區巴士，由小田急城市巴士運行）

#### 南側
- 用01系統 - 經千歲船橋、農大前往用賀站（東急）
- 澀23系統 - 經千歲船橋、農大前、上町、三軒茶屋、大橋往澀谷站（東急）
- 等11系統 - 經千歲船橋、農大前、上町、駒澤、深則不動前経等力操車所（東急）

## 其他
本站周邊道路狹小複雜，多單行道。這是因為未進行耕地重劃就進行開發所造成的現象。

## 相鄰車站
小田急電鐵
 小田原線

■快速急行、□通勤急行、■急行、□通勤準急
通過
■準急、■各站停車
千歲船橋（OH 12）－祖師谷大藏（OH 13）－成城學園前（OH 14）

## 外部連結
- 祖師谷大藏 - 小田急電鐵（日語）